# Сила (карта Таро)

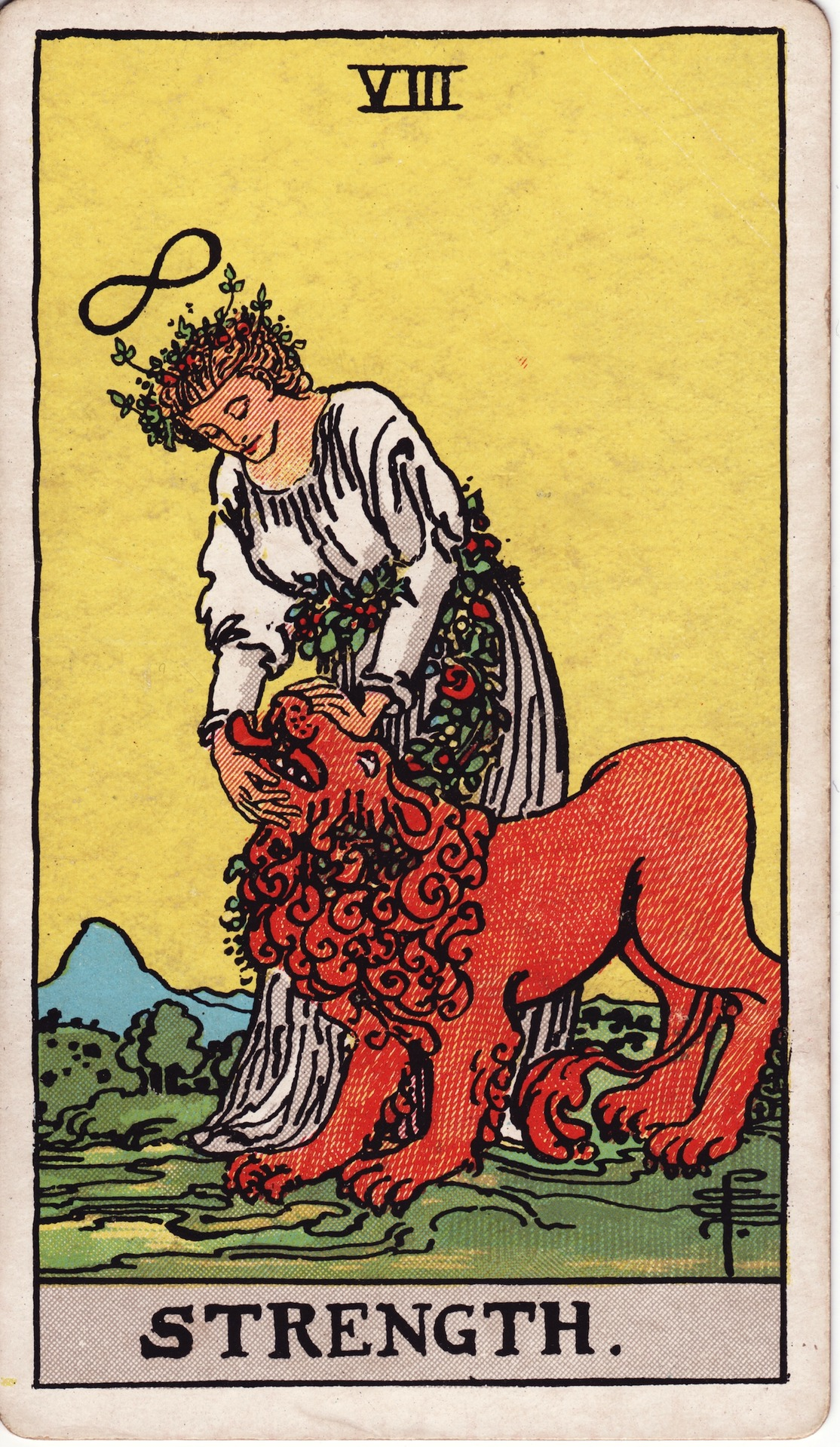
Таро Райдера — Уэйта

 Сила — карта № 8 старших арканов колоды Таро. 
Во многих колодах Таро на карте изображён человек, руками повергающий льва. В Таро Висконти — Сфорцы изображён мужчина, замахивающийся наотмашь палкой на льва, размером с крупную кошку. В Марсельском Таро, Фламандском Таро Ванденборре (1780) и Таро Карло делла Рокки (1835) изображена женщина, в широкополой шляпе, или в виде чалмы с короной, разрывающая руками пасть льву. На карте Таро Ломбардии (1810) изображён Самсон — обнажённый атлет, разрывающий пасть льва. Его одеждой является только распахнувшийся плащ, прикреплённый только к голове подобно арабской куфии, и напоминающий, что Сила Самсона содержалась в его не остриженных волосах назорея. В Таро Райдера — Уэйта изображена женщина со спокойным лицом. Но она не разрывает пасть льву, а наоборот — мягко закрывает. На её голове нет головного убора, над головой — символ бесконечности.
Соответствия в классических колодах:
| Колода | №  | Буква иврита | Символ (астрология, стихия) | Оригинальное название |
| --- | -- | ------------ | --------------------------- | --------------------- |
| Марсельское Таро, Фламандское Таро Ванденборре (1780), Таро Ломбардии (1810), Таро Карло делла Рокки (1835) |    |              |                             | La Force, La Forza    |
| Таро Папюса                                                                                                 | 11 | כ            | Марс                        |                       |
| Таро Райдера — Уэйта                                                                                        |    |              |                             | Strength              |
| Таро Тота                                                                                                   | 11 | ט            | Лев                         | Lust                  |
| Египетское Таро                                                                                             |    |              |                             |                       |